# Unterjeckenbach
Unterjeckenbach est une municipalité de la Verbandsgemeinde de Lauterecken, dans l'arrondissement de Kusel, en Rhénanie-Palatinat, dans l'ouest de l'Allemagne.